# Lectio difficilior potior
Lectio difficilior potior (latin “den svårare läsningen är den starkare”) är en huvudprincip i textkritik. När olika manuskript står i strid med varandra ifråga om ett visst ord hävdar principen att den mer ovanliga sannolikare är ursprunglig. Antagandet är att avskrivarna oftare skulle ersätta besynnerliga ord och svårsmälta utsagor med sådana som är mer bekanta och mindre kontroversiella än vice versa. Det är lätt att se att lectio difficilior potior är ett internt kriterium som är oberoende av kriterier för att utvärdera de manuskript i vilka de uppträder, och att det är lika tillämpbart på manuskript till en riddarroman eller en klassisk skald som till en bibeltext.
Denna princip har en vidare vardagstillämpning. Ifall någon vill avgöra den riktiga stavningen av ett namn och finner motstridiga versioner är det ofta den ”svårare” som är korrekt, inte den som används mer allmänt. Till exempel heter en brittisk politiker egentligen Peter Alexander Rupert Carington, 6:e Baron Carrington – släktnamnet har endast ett ”r”, adelstiteln har två. En Google-sökning, som ofta kan vara nyttig för att avgöra sådana saker, kunde emellertid finna:
- "Peter Alexander Rupert Carington" - 32 träffar
- "Peter Alexander Rupert Carrington" - 79 träffar

Att välja den vanligare stavningen skulle alltså vara fel I detta fall. Även utan definitiv kunskap om vilken den riktiga stavningen är, skulle emellertid Carington vara att föredra eftersom det är det klart ovanligare. Om Carrington vore riktigt skulle det knappast finnas en så stor förekomst av just felstavningen Carington. Men motsatsen är inte överraskande, eftersom folk lätt kunde anta att det ovanliga namnet Carington är ett misstag och felaktigt ”korrigera” det, trots att principen lectio difficilior potior hävdar att den ovanliga stavningen ”Carington” har mindre chans att tas i bruk och föras vidare.
Principen var en bland flera som etablerades i 1600-talets textkritik som en del av försök att tillhandahålla en neutral bas för att upptäcka ”urtexten”. Många vetenskapsmän höll användandet av lectio difficilior potior för ett så objektivt kriterium att det skulle åsidosätta andra beaktanden för utvärdering. Skalden och akademikern A.E. Housman bestred sådana reaktiva tillämpningar i en artikel med den utmanande titeln "The application of thought to textual criticism.
Å andra sidan, uppfattad som ett axiom producerar principen lectio difficilior en eklektisk text snarare än en som är baserad på en historia av överförande av manuskript. ”Modern eklektisk praktik arbetar på basis av variantenheter utan något synbart beaktande av konsekvenserna,” har Maurice Robinson varnat och hävdar att till principen "Den läsart som skulle vara svårare som skapelse av en avskrivare är att föredra borde en följdsats tilläggas, svåra läsarter skapade av individuella avskrivare tenderar inte att bestå i någon betydande grad inom överföringshistorien."
Robinson skulle, i egenskap av en bemärkt förfäktare av den bysantinska text-typens överlägsenhet, den form av det grekiska Nya Testamentet som återfinns i de flesta bevarade manuskript, använda denna följdsats för att förklara avvikelser från majoritetstexten som avskrivningsfel som inte blev bestående eftersom man visste att de var felaktiga, eller som fanns endast i ett litet antal manuskript när det begav sig. Majoriteten av textkritiker skulle förklara följdsatsen med att avskrivare tenderade att ”korrigera” svårare läsarter, och sålunda skära av överföringsflödet så att tidigare manuskript skulle ha de svårare läsarterna medan senare skulle sakna dem; de skulle således inte se följdsatsprincipen som särskilt viktig för att föra oss närmare den ursprungliga textformen.
Lectio difficilior bör emellertid inte heller tas som en absolut regel, utan som en tumregel: "I allmänhet är den svårare läsarten att föredra." "Det ligger en sanning i maximen: lectio difficilior lectio potior. Men för vetenskapsmän som Kurt Aland, som följer en väg av överlagd eklekticism som baserar sig på bevis som är både interna och externa i förhållande till manuskripten, ”får denna princip inte tas alltför mekaniskt, med den svåraste läsarten (lectio difficilima) antagen som ursprunglig bara på grund av dess grad av svårighet" Och Martin L. West varnar: “När vi väljer den ‘svårare läsarten’ … måste vi vara säkra på att den i sig själv är en plausibel läsart. Principen skall inte användas som stöd för dubiös syntax eller formuleringar som inte hade varit naturliga för författaren att använda. Det är en viktig skillnad mellan en ”svårare” läsart och en ”osannolikare” läsart.